# Luzonkrypstare
Luzonkrypstare (Rhabdornis grandis) är en fågel i familjen starar inom ordningen tättingar. Den förekommer i bergstrakter på den filippinska ön Luzon. Arten minskar i antal, men beståndet anses vara livskraftigt.

## Utseende och läte
Krypstarar är medelstora, långnäbbade tättingar med ett liknande beteende som trädkrypare. Denna art har vit strupe och buk, brun rygg, rostfärgade vingar och stjärt, en svart ögonmask med ett vitt ögonbrynsstreck ovanför samt bruna kroppsidor med breda vita streck. Den är lik strimmig krypstare, men hjässan är grå snarare än vitstreckad. Bland lätena hörs ljusa "tsip!".

## Utbredning och systematik
Fågeln förekommer i norra Filippinerna (Sierra Madre-bergen på norra Luzon). Den behandlas som monotypisk, det vill säga att den inte delas in i några underarter. Vissa kategoriserar den som underart till Rhabdornis inornatus. Tidigare placerades krypstararna i den egna familjen filippinkrypare, men DNA-studier visar att de egentligen är avvikande starar.

## Status och hot
Arten har ett stort utbredningsområde, men tros minska i antal, dock inte tillräckligt kraftigt för att den ska betraktas som hotad. Internationella naturvårdsunionen IUCN listar därför arten som livskraftig (LC).

## Namn
Släktesnamnet Rhabdornis är en sammansättning av grekiskans ῥαβδος (rhabdos, "strimma") och ορνις (ornis, "fågel").